# 埃弗拉德·卡爾斯羅普
埃弗拉德·理查德·卡爾斯羅普（英語：Everard Richard Calthrop，1857年3月3日—1927年3月30日），英國鐵路工程师、发明家。卡爾斯羅普是窄軌鐵路（尤其是2英尺6英寸（762毫米）窄軌）的著名推動者和建設者，尤其在印度有較多突出貢獻。他最為有名的成就是巴爾西輕便鐵路，但在其祖國為人所知的，則是利克和馬尼福爾德谷輕便鐵路。卡爾斯羅普被世人形容為「鐵路天才」，他晚年對航空感興趣，並曾為一些早期的降落伞設計申請專利。

## 早年生活與職業
卡爾斯羅普於1857年3月3日出生，是農夫埃弗拉德·卡爾斯羅普的長子。他有六個兄弟，其中之一是倫敦和西北鐵路的總經理蓋伊·卡爾斯羅普爵士。他們一家生活於林肯郡迪平芬，同時是卡爾斯羅普本人的出生地，後來舉家遷往伊利島。他本人曾在阿賓漢姆學校接受教育。
卡爾斯羅普起初於羅伯特·斯蒂芬森公司工作，及後於1874年赴往位於克魯的倫敦和西部鐵路當學徒。他在1879年加入大西部鐵路，後來在那裡升任至客車廂與無蓋貨車工程部（Carriage and Wagon Works）副經理。接著他在1882年赴往印度，並以機車檢查員的身份加入大印度半島鐵路。
一到印度，卡爾斯羅普便視窄軌鐵路為一種幫助國家發展的方式，這促使他成為一政府委員會的主席，去調查印度各地的輕便鐵路。他其後發行一本名為《適用於印度鐵路機車車輛建設的標準細則體系》（A System of Standard Details as applied to the Construction of Rolling Stock in India）的小冊子。印度政府就是根據這本冊子，決定在全國採用統一的軌距和設備系統，並最終採用2英尺6英寸（762毫米）軌距作為全國標準窄軌的軌距。
卡爾斯羅普在1886年請求休假，以研究獨立支線的提案。他發現了兩個特別感興趣的方案，其一是一條連接位於纳西克的印度教宗教中心和鐵路的5英里（8）電車線，另外一條是通往巴爾西鎮的21英里（34）支線。大印度半島鐵路接納上述兩個方案，而卡爾斯羅普亦曾對該等鐵路線進行全面研究。他在翌年於倫敦註冊印度鐵路支線公司（Indian Railways Feeder Lines Company），以推動鐵路支線的建設。大印度半島鐵路則提議他返回鐵路機車檢查員的崗位上，又或在公司的支持下辭去現有職務，以進一步推動鐵路支線的發展。鑒於自身健康狀況日漸衰弱，卡爾斯羅普於1889年辭去大印度半島鐵路的職務。他及後以顧問的角色，利用他先前的研究，視察2英尺6英寸（762毫米）軌距、以馬匹來牽引（horse-powered）的納西克電車之施工過程。

## 遷居利物浦
卡爾斯羅普在1892年普回到英國，又在利物浦成立一間鐵路工程諮詢公司，其三個兄弟亦創辦了一間饲料公司。未幾，卡爾斯羅普便與他們建立合作關係，並在接下來的兩年裡花了大量時間設計用作生產飼料的設備。他獲得了多個與該設備和冷藏運輸有關的專利。
他在利物浦居住時，商會關注日後的擴展會受到連接當地與曼彻斯特的鐵路公司所局限，於是誠邀外界就運輸貨物的替代方法提出建議。他提出一個連接這兩個城市的窄軌鐵路系統，以沿著街道行駛的方式直接服務不同工廠。他的提案獲高度讚賞，但當中「沿著街道行駛」的方式，卻使其提案不獲採納。
卡爾斯羅普亦對道路運輸有興趣。他曾為移動式交通協會（Self-Propelled Traffic Association）的會員之一，並曾於1898年5月以裁判員的身份，出席該會於利物浦舉行的「交通擁擠的機動車輛」試驗。當時的獲勝者為一台桑尼克羅夫特四吨蒸汽貨車。後來，他成為皇家汽車俱樂部的創始成員之一。

## 窄軌概念與巴爾西輕便鐵路
卡爾斯羅普在印度期間，建立了其對建設窄軌鐵路的計畫。他推測，所有鐵道機車車輛（包括鐵路機車）各軸的軸重相等，從而容許最大限度的裝載貨物。他決定每軸裝載5長噸（5.1公噸；5.6短噸），而這重量之輕足以能夠利用30磅每碼（14.9每）的鐵軌建設鐵路線。這亦容許在單一轉向架窄軌貨車上，裝載一台載重20長噸（20.3公噸；22.4短噸）的四輪標準軌距貨車。此外，從建設成本的百份比而言，他認為使用2英尺6英寸（762毫米）的軌距可給出最大的盛載量。他推算，以相同的建設成本而言，一條2英尺6英寸（762毫米）軌距的鐵路可建設之長度，是一條標準軌距鐵路的四倍。
自1887年以來，卡爾斯羅普一直與印度政府談判，以獲得修建由巴爾西路（Barsi Road）至巴爾西的鐵路之特許權。1895年，談判雙方達成一個令人滿意的結果，而卡爾斯羅普成立一間新公司，以建造巴爾西輕便鐵路，而自己則出任顧問工程師一職。該鐵路成為一個展示他構思的地方。基特森公司根據卡爾斯羅普所訂明的規格，生產了五台軸重均勻分佈的0-8-4T鐵路機車。用以運載貨物的鐵路車輛（goods rolling stock）以常見的25乘7英尺（7.6乘2.1）壓鋼底盤建造，除可減少皮重，亦可最大限度的提升潛在的貨車運載量。卡爾斯羅普深瞭鐵路在戰爭的重要性，並設計了方便軍隊和裝備移動的鐵路車輛。鐵路車輛在壓鋼的福克斯轉向架上行駛，並採用提米斯雙螺旋彈簧系統。該鐵路線以路軌傾斜（rail inclination）的方式建造，那是一個新的概念，包括將路軌傾斜幾度，使其表面更接近輪胎的表面。目前傾斜的概念已普遍於鐵路上應用。鐵路車輛可承受100英尺（30.48）的半徑曲線（radius curve）。
在將鐵路車輛運往印度之前，卡爾羅斯普和利茲鍛造公司（即有關鐵路車輛的生產商）於鄰近利兹的紐雷一條專門建造的測試軌道上進行測試。該鐵路線曾開放予鐵路官員及記者視察，而鐵路技術刊物上亦刊有一些相關報道。
巴爾西輕便鐵路於1897年啟用，其後路線曾數度延長，直至1927年總長度達到202英里（325）為止。巴爾西輕便鐵路的例子被認為是徹變改變了印度次大陸的窄軌鐵路系統，而這條鐵路非常成功，使卡爾斯羅普成為該領域的領導人物之一。卡爾斯羅普一直擔任顧問工程師，直至去世前兩年因健康理由而退休。巴爾西輕便鐵路一直以私營鐵路形式運作，直至1954年被印度政府收購為止，並繼續以窄軌鐵路的形式運營，直到1990年代末，印度鐵路有計畫的將所有米軌和窄軌鐵路線進行更換工程，此路線才改以宽轨繼續運作。

## 對其他鐵路的貢獻
隨著巴爾西輕便鐵路的成功，卡爾斯羅普獲其他窄軌鐵路項目所青睞，並擔任有關項目的顧問一職。

### 巴巴多斯鐵路
巴巴多斯鐵路於1883年開通，是巴巴多斯一條連接布里奇顿和聖安德魯的3英尺6英寸（1,067毫米）軌距鐵路。截至1897年，該鐵路和所使用的鐵路車輛狀況甚為欠佳，而且鐵路所採用的路軌，對於鐵路機車而言實在是太輕了。到1898年，一間新公司成立，以重建和營運該鐵路，而卡爾斯羅普以顧問工程師的身份參與其中。他安排將該鐵路以2英尺6英寸（762毫米）軌距的形式重建，並聘請鲍尔温机车厂建造四台新鐵路機車，計有兩台2-8-2T、一台2-6-0T及一台0-6-0T。

### 韋爾什普爾與蘭菲爾窄軌鐵路
卡爾斯羅普在1897年8月3至4日期間，出席關於韋爾什普爾與蘭菲爾窄軌鐵路的輕便鐵路質詢（Light Railway Inquiry），並特別談及開放平交道和使用無蓋運輸貨車的提案。他稱，從自己參與巴爾西輕便鐵路的經驗而論，轉移貨車的時間只需三分鐘。然而，有關指示直到1899年9月8日方能下達。1900年初，經營者與威爾士鐵路達成協議，以建造上述鐵路線。他們的工程師阿爾弗雷德·J·柯林斯（Alfred J. Collins）除負責工程需求，亦負責後續的舊式四輪貨車和其他供應。

### 維多利亞鐵路窄軌鐵路線
卡爾斯羅普在1898年就於澳洲維多利亞殖民地建設窄軌鐵路線的事宜與當地政府通信。在他的提議下，有關鐵路的軌距隨後由2英尺（610毫米）改為2英尺6英寸（762毫米）。

### 法尤姆輕便鐵路
卡爾斯羅普獲委派就這條750毫米（2英尺5+1⁄2英寸）軌距的埃及輕便鐵路之工程事宜提供建議；該鐵路於1898年開始建造。該鐵路包含7條支線（大部份建於路邊），全長97英里（156）。法尤姆輕便鐵路服務开罗南部的一個灌區，該灌區以梅迪內-法尤姆。卡爾斯羅普在其著作《開拓灌溉和輕便鐵路》（Pioneer Irrigation and Light Railways）的其中一章中，使用了該鐵路的軌道車輛圖片。

### 塞爾維亞窄軌鐵路
卡爾斯羅普是1898年後，於塞爾維亞參與760毫米（2英尺5+15⁄16英寸）波斯尼亞軌距鐵路初期開發的外國特許權持有人之一。

### 克利伯里莫蒂默和迪頓普賴厄斯輕便鐵路
克利伯里莫蒂默和迪頓普賴厄斯輕便鐵路是一條12.3英里（19.8）長的標準軌距支線，連接位於什罗普郡克利伯里莫蒂默的大西部鐵路和位於克利山的礦床。1900年，卡爾斯羅普獲委任為顧問工程師，負責勘測路線及預備施工方案。

### 利克和馬尼福爾德谷輕便鐵路
在英國，卡爾斯羅普與利克和馬尼福德谷輕便鐵路最為關聯。該鐵路乃根據《輕便鐵路法》而修建，最初方案為建設一條2英尺6英寸（762毫米）軌距、由電力驅動的鐵路。在一名輕便鐵路專員（Light Railway Commissioners）的影響下，公司的董事們於1900年中委托卡爾斯羅普就該鐵路的提議草擬一份報告。12月初，該鐵路的工程師離世；1900年12月19日，董事坐下來考慮上述職位的替換人選，以及卡爾斯羅普的報告。卡爾斯羅普就該路線提出一些可以大大節省建築開支的規格，因而他獲得工程師的職位，他很快的接受了。
卡爾斯羅普花費了35,944英鎊以建造這條鐵路線，比最初的估算少11,000英鎊。他聘請基特森公司（Kitson & Co）建造兩台2-6-4T鐵路機車，與巴爾西輕便鐵路的鐵路機車相比，這批鐵路機車外型相似，但體積較小。用以運載貨物的鐵路車輛包括四節車廂、兩節轉向架無蓋貨車和一節轉向架（bogie van），這些車廂均與巴爾西輕便鐵路的鐵路車輛相似。他亦引入四節為運送標準軌無蓋貨車而設的無蓋運輸貨車。沿線各個車站均設有一段短距離的標準軌距路軌，用以停放無蓋貨車。無蓋運輸貨車的使用除可消除轉運的需要，亦毋須購置大量貨車（goods wagon）。

### 馬泰蘭輕便鐵路

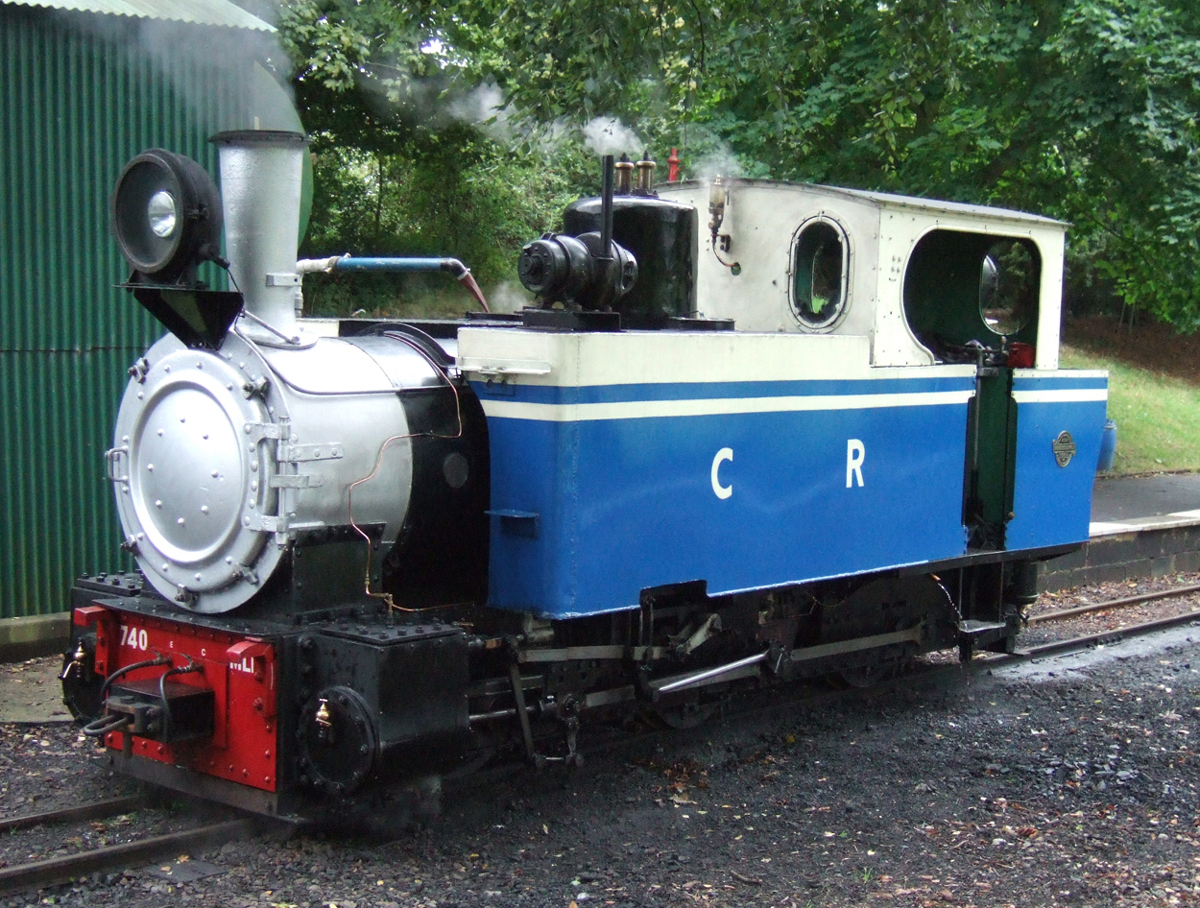
由卡爾斯羅普設計、用於馬泰蘭輕便鐵路的奧倫斯坦和科佩爾鐵路機車，在萊頓巴澤德輕便鐵路上看到

馬泰蘭輕便鐵路是一條鄰近印度孟买的山區鐵路，於1905年通車。對於身為諮詢工程師的卡爾斯羅普而言，該鐵路的不同尋常的地方在於它採用2英尺（610毫米）的軌距，彎位密集，坡度為1:20（5%）。卡爾斯羅普設計了一款克林-林德納鉸接式聯軸，旨在提供一個靈活的軸距，當中四條由奧倫斯坦和科佩爾提供。卡爾斯羅普的公司亦為該鐵路提供車輛線群、轉轍器和轍叉。

### 阿拉干輕便鐵路

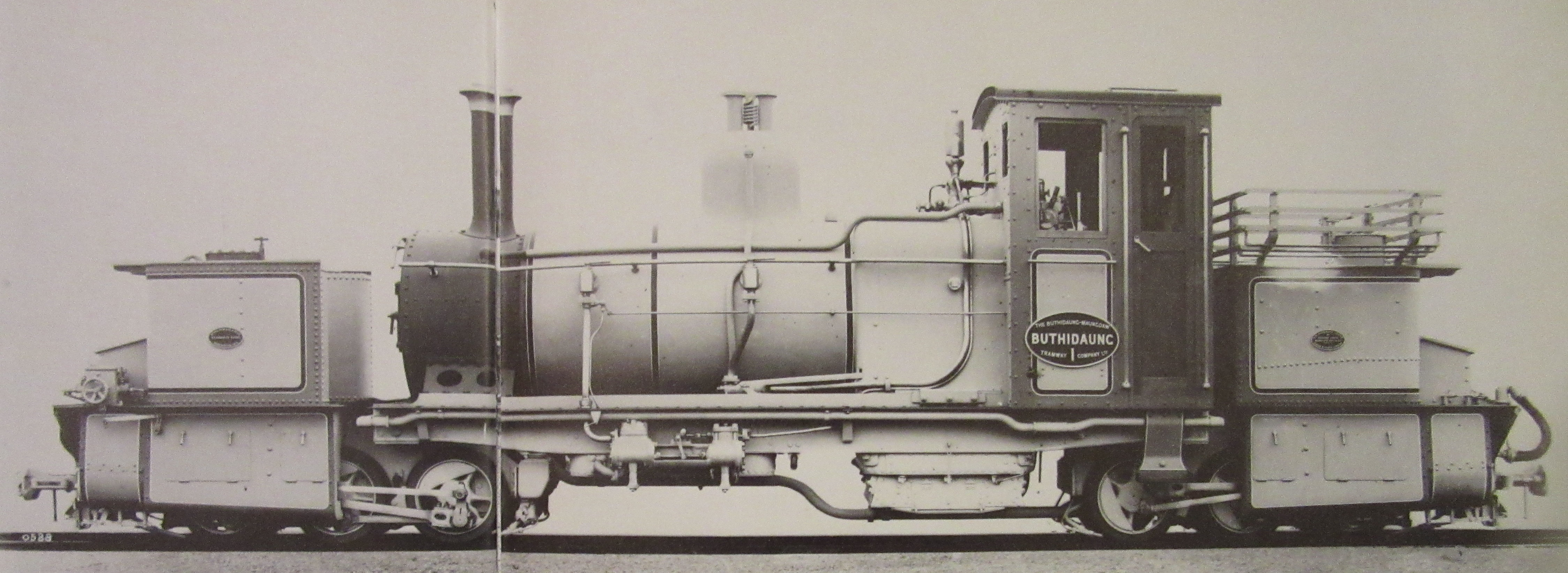
其中一台供應予阿拉干輕便鐵路的蓋拉特式鐵路機車

連接缅甸布迪当和孟都的新鐵路（後稱阿拉干輕便鐵路）之推動者，於1898年聘請卡爾斯羅普為顧問工程師。對方提議將軌距由2英尺（610毫米）窄軌更換為2英尺6英寸（762毫米）窄軌，並為此建造了兩台0-6-0+0-6-0蓋拉特式鐵路機車，又於鐵路機車上裝有寫著「E·R·卡爾斯羅普窄軌山區鐵路系統」（E.R.Calthrop's System of Narrow Gauge Mountain Railways）的銘牌。卡爾斯羅普是蓋拉特式鐵路機車的早期採納者，而上述的鐵路機車訂單除了是拜爾-皮科克第九張蓋拉特式鐵路機車訂單外，亦為該公司建造的蓋拉特式鐵路機車中最小者。

## 降落傘專利

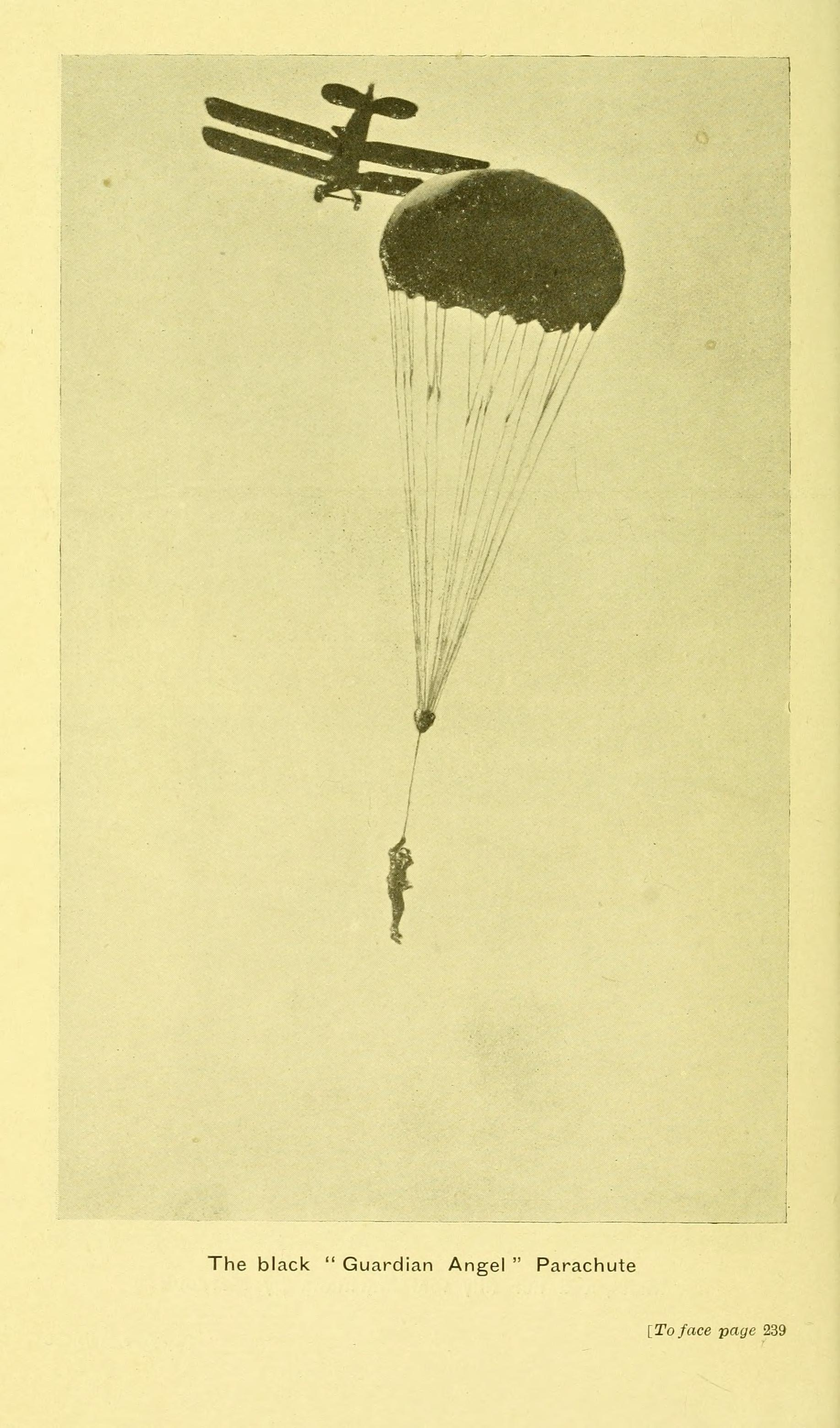
卡爾斯羅普的黑色「守護天使」降落傘

卡爾斯羅普是查爾斯·勞斯（因勞斯萊斯而聲名大噪）的密友之一。勞斯是一名飛行先驅，是首位往返飛越英吉利海峽的人。卡爾斯羅普在1910年7月12日陪同他參與伯恩茅斯國際航空會議，但對方在這個時候卻因失去對双翼机的控制而墜毀身亡，卡爾斯羅普事發時亦有在場。是次事故，加上另一宗牽涉他兒子泰維（Tev）的類似卻無人死亡之意外，令卡爾斯羅普相信在類似的情況下，降落傘可用於拯救飛行員。
他於是在1913年申請了其首個降落伞的專利。在第一次世界大战期間，他仍然努力不懈的研發其降落傘。他在1915年將降落傘交予英國皇家飛行隊，並於其時成功完成測試。不過當局一份非官方報告指出，降落傘「或會損害飛行員的戰鬥精神」，因此拒絕有關提議。坊間雖然鼓勵卡爾斯羅普對其發明保持緘默，但面對飛行員的流失情況日趨嚴重，他仍於1917年公佈上述之降落傘。縱然部份飛行員發起運動，而大多數國家的空軍都有這樣做法，但皇家飛行隊於第一次世界大戰期間卻始終拒絕引入降落傘。
卡爾斯羅普的「守護天使」降落傘獲得不少讚賞，並曾於戰爭中使用，以便在敵方防線後空投間諜。1918年10月，一篇關於降落傘使用的文章指「守護天使」是其中一種最為人所知的降落傘，並指出「當被德國偵察兵攻擊時，氣球兵（balloonist）可採取較為冒險、但對安全著陸充滿信心的跳躍」。截至1918年，德軍完全察覺到卡爾斯羅普的成果，並以相近設計的形式供應予麾下飛行員。然而，當英國皇家空軍最終於該大戰過後採用降落傘時，卻採用一款美國的設計。
卡爾斯羅普在1916年亦為使用壓縮空氣的航空器申請了彈射座椅的專利。

## 私人生活

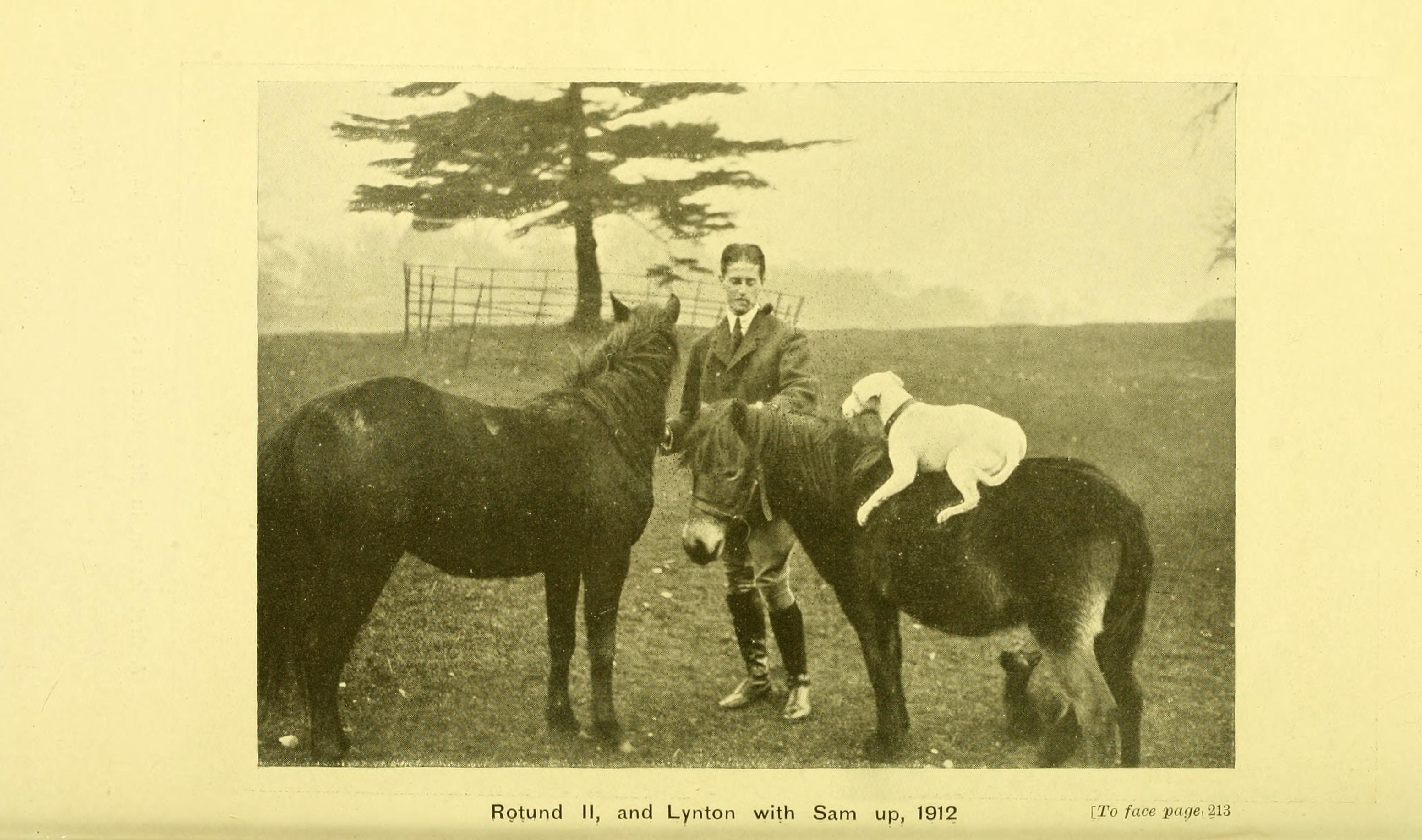
《作為同志和朋友的馬》（1920年出版）中所刻畫的形象

卡爾斯羅普在印度期間，偶爾會回到英國。有一次回到英國的時候，他與沃爾特·厄爾牧師（Reverend Walter Earle）的女兒、其父母的朋友之一伊莎貝爾·瑪麗·厄爾（Isabel Mary Earle）結婚。婚禮於1890年11月19日，在拉格比比爾頓教區教堂舉行。他們育有4個兒女：埃弗拉德·厄爾（泰維，1892年出生）、基思·德·薩菲爾德（1894年出生）、伊莎貝爾·艾瑞斯（1895年出生）及貝蒂·馬里昂（1899年出生）。泰維加入軍隊，並成為皇家工兵部隊的上校；而基思在皇家工兵部隊服役了一段時間後，於巴爾西輕便鐵路擔任助理總經理暨機械工程師，直到1932年。
卡爾斯羅普對飼養阿拉伯馬有很大的興趣。在長期租下位於埃塞克斯郡勞頓戈爾丁斯路（Goldings Road）的一幢別墅後，他於勞頓克萊麗巷（Clays Lane）購置了一個長期住所——戈爾丁斯（Goldings），裡面設有馬房和40英畝（160,000平方）的庭園。他正是在這裡飼養他的馬，並建立其對馬匹訓練的理論。卡爾斯羅普反對當時常用、殘酷的馴馬方式，並採用溫順的方式馴養牠們。他對其馬匹的如此關心，以致在第一次世界大戰開始時，他將牠們人道毀滅，而不是讓牠們為英軍所徵用。戰爭過後，他又回到其馬匹的身邊，並寫下一部權威性著作《作為同志和朋友的馬》（The Horse, as Comrade and Friend），於1920年出版。卡爾斯羅普是阿拉伯馬協會的杰出會員，在該會於1919年的首次展覽上，他的種馬菲茨（Fitz）被受稱讚。
降落傘的研發和推廣工作令卡爾斯羅普在財政和身體上都精疲力竭。日漸下滑的健康狀況迫使他於1925年辭去巴爾西鐵路的顧問工程師一職（縱使他仍是一名董事）。1927年3月30日，卡爾斯羅普在其兒子泰維的陪伴下，在位於倫敦帕丁頓的住所離世，享年70歲。
為紀念卡爾斯羅普，位於戈爾丁斯的一塊藍色牌匾於2008年6月揭幕。

## 其他窄軌先驅
- 保羅·德高維爾（英语：Paul Decauville）
- 羅伯特·費爾利（英语：Robert Francis Fairlie）
- 亞伯拉罕·菲茨吉本（英语：Abraham Fitzgibbon）
- 托馬斯·霍爾（英语：Thomas Hall (railway engineer)）
- 卡爾·亞伯拉罕·皮爾（英语：Carl Abraham Pihl）